# Chronica Gentis Scotorum
La Chronica Gentis Scotorum o Crónicas del pueblo escocés fue el primer trabajo relevante sobre la historia escocesa. Fue escrito por Juan de Fordun, sacerdote de la diócesis de Saint Andrews y capellán de la iglesia de Aberdeen . Antes de su muerte, había terminado los primeros cinco libros, que cubren hasta el reinado de David I (1124-1153) y había ordenado el material restante, el último de los cuales estaba fechado en 1385.

## Continuaciones
Andrew de Wyntoun, un canónigo regular de St Andrews y Prior del Priorato de St Serf's Inch en Loch Leven, escribió una crónica de Escocia entre 1420 y 1424, pero su trabajo no muestra relación con el de Fordun. Sin embargo, en 1441, Walter Bower (o Bowmaker), abad de Inchcolm, continuó la historia de Fordun hasta el año 1437, agregando material hasta la muerte de Jacobo I (1437), incorporando material adicional y titulando su trabajo Scotichronicon .
De esta obra fueron conservadas copias en los principales monasterios por cuyos nombres se conocen los manuscritos, incluido el Libro de Paisley, el Libro de Scone, el Libro de Cupar y la Crónica de Icolmkill . Aunque los nombres de Patrick Russell, un monje cartujo del monasterio de Charterhouse en Perth, y Magnus MacCulloch, secretario del arzobispo de St Andrews, se adjuntan a algunas de estas copias, siguen siendo en esencia compilaciones de Walter Bower.

## Características principales de la crónica.
Según el historiador William F. Skene, las características principales de la historia de Fordun incluyen lo siguiente:
- Los escotos derivan su origen de Gathelus, hijo de Neolus, rey de Grecia, que, en tiempos de Moisés, se casó en Egipto, con Scota, una hija del faraón, tras lo cual condujo a los Escotos a España .
- Desde España, varios grupos fueron a Irlanda, el último de los cuales estuvo bajo el liderazgo de Simon Breac, hijo del rey de España, quien llevó consigo la Piedra de Scone, el asiento de coronación de los reyes escoceses, que, según Fordun, era de mármol.
- Bajo el bisnieto de Breac, Ethachius Rothay, los escotos emigraron a Albion, renombrándola como Scotia. Más tarde, los pictos se establecieron en Escocia y se mezclaron con los escotos.
- En el 330 a. C., durante el reinado de Ferchard, los escotos eligieron al hijo del rey, Fergus, como su líder. Fergus, cuyo territorio se extendía desde el mar y las islas occidentales hasta Drumalban, trajo la piedra de coronación de Irlanda.
- Rether, el bisnieto de Fergus, trajo otra colonia de escotos de Irlanda y los unió con los ya establecidos en el continente y las islas.
- En el año 203 d. C., los escotos se convirtieron al cristianismo.
- En el año 360 d. C., Eugenio, rey de los escotos, fue asesinado por los pictos y los britanos, que expulsaron a los escotos (bajo el liderazgo de Etodio y Erth, hermano y sobrino de Eugenio, respectivamente) de regreso a Irlanda.
- Después de su partida, las reliquias de San Andrés, según Fordun, fueron traídas a Escocia y recibidas por Hurgurst, rey de los pictos.
- En el 403 d. C., los escoceses regresaron bajo el liderazgo de Erth, hijo de Fergus, y ocuparon Ergadia. Erth fue el antepasado de cuarenta y cinco reyes escoceses, terminando con Kenneth MacAlpin, quien sacó a los escotos de Ergadia, conquistó a los pictos y reinó sobre toda Escocia.
- Fordun concluyó con una lista de reyes escoceses desde Kenneth MacAlpin hasta David I.

## enlaces externos
- Skene, Felix James Henry; Skene, William Forbes (1872), John of Fordun's Chronicle of the Scottish Nation, Edinburgh: Edmonston and Douglas, consultado el 9 de agosto de 2008.

- Datos: Q3675939